# Sörån
De Sorån is een plaatselijke naam voor de Alån, een rivier in het oosten van Zweden, die door de gemeente Luleå stroomt. De Sorån verbindt het meer Alträsket met het Västmarktsträsket, komt daarbij door het Rörträsket, een ander meer, 10 hectare, en is ongeveer 3 kilometer lang.